# Burdzs Kalifa
A Burdzs Kalifa (magyarul: Kalifa-torony [برج خليفة]; korábbi nevén Dubaj-torony, azaz Burdzs Dubaj) egy szupermagas felhőkarcoló az egyesült arab emírségekbeli Dubajban. Jelenleg a világ legmagasabb épületének számít 828 méteres magasságával; több mint 300 méterrel magasabb, mint a Taipei 101, amely rövid ideig a legmagasabb épület volt a Földön. 2010. január 4-én adták át.

## Története
Az új, 2 km²-es belvárosi negyed építésére szánt 20 milliárd dollárból több mint 4 milliárd jutott az Adrian Smith által tervezett monumentális épületre. Az építkezés 2004. szeptember 21-én kezdődött el. Az eredeti elképzelésnél valamivel később került sor az átadásra, mivel a 2004-es tervekhez képest a burkolatokat sokkal modernebb és fényűzőbb anyagokra cserélték, illetve a belső tereket még esztétikusabban és praktikusabban alakították ki. Az építkezést a dél-koreai Samsung Engineering & Construction indította, amely a Petronas-tornyok és a Taipei 101 toronyház kivitelezésében is részt vett.

## Jellemzése
A fő tartószerkezet, 192 db 50 méter mélyre ásott pillér 45 ezer m³ vasbetonból áll. A teljes műhöz hozzávetőlegesen 330 ezer köbméter betont és 39 ezer tonna betonacélt használnak fel, 22 millió munkaóra alatt.
Ahogy az építkezés haladt, egyre nagyobb nehézséget jelentett a szükséges betont a megfelelő magasságba pumpálni. Az eddigi rekordot az olaszországi Riva del Garda vízerőmű építkezése tartotta, ahol ez 532 méter volt. A dubaji toronynál 2007 novemberében lépték át a 601 méteres magasságot e tekintetben. A szélsőséges időjárás miatt speciális összetételű betonra volt szükség, ami elviseli a napközben akár 50 °C-os hőmérsékletet, ugyanakkor kibírja az épület tömegéből adódó nyomást. Ennek érdekében jeget adagoltak a mixtúrába, és többnyire éjjel öntötték, amikor hűvösebb és párásabb az idő, így egyenletesebben oszlott el az anyag.

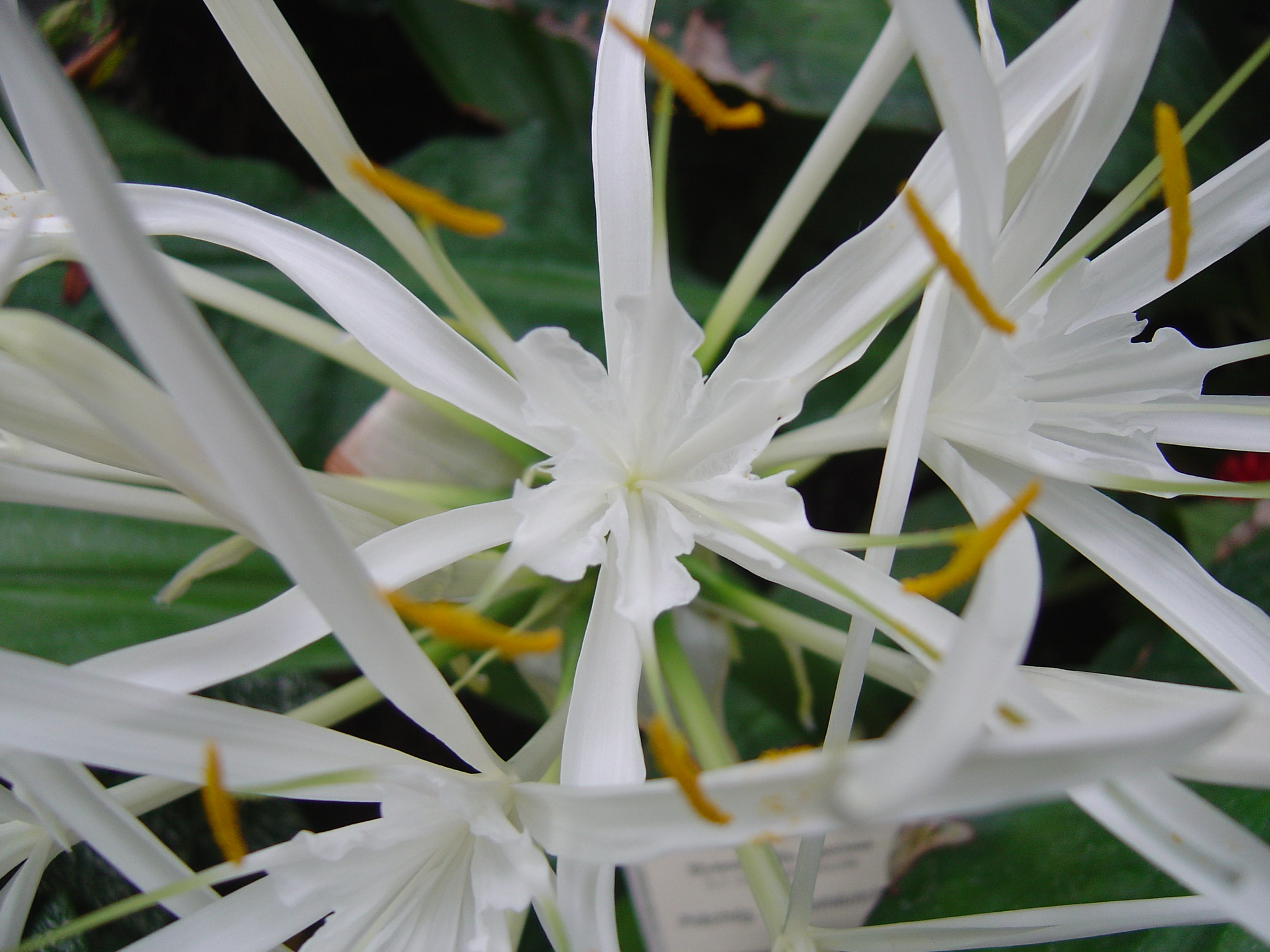
Pókliliom (Hymenocallis)

Az alaprajz a pókliliom (Hymenocallis) háromlevelű absztrakt verziójára hasonlít, és iszlám építészeti jegyeket is tartalmaz. A három sziromszerű elem egy központi mag köré került. Lentről haladva minden szirom spirálszerűen kisebbedik a torony tetejéig, így csökkentve ezzel a torony átmérőjét, melynek legmagasabb pontja 1,2 méteres kilengéssel bír.
A 142 ezer négyzetméter csillogó burkolatot javarészt alumíniumból és rozsdamentes acélból alakították ki úgy, hogy ellenálljon az extrém magas hőmérséklettel járó időjárási viszonyoknak. Az összesen 160-ból az első 37 emeleten Armani-hotel lesz, melyet Giorgio Armani tervei alapján dekorálnak ki. A 45. és 108. emelet között mind a 700 privátapartman gazdára talált az értékesítés megkezdését követő 8 órában. A 123. és 124. emeleteket kivéve, ahol kilátó üzemel majd, a további szinteket irodaként kívánják hasznosítani. Az emeletek közötti közlekedésről 56 db, egyenként 42 személyes lift gondoskodik, 18 m/s-os sebességgel.
Az épület mellé 6600 fényforrás és 50 projektor megvilágította rekordméretű szökőkútrendszert álmodtak. A 275 méter hosszú rendszer 150 méteres magasságba lövi fel a víznyalábokat, zenei aláfestéssel kísérve.

## Építésének kronológiája
- 2004. szeptember 21-én kezdődött meg az építkezés.
- 2007 februárja óta a legtöbb emelettel rendelkező épület, megelőzve a korábbi csúcstartó Sears Towert.
- 2007. május 13-án rekordot döntött a beton függőleges pumpálásának magasságában 452 méterrel, megelőzve a 449,2 m-es magasságot, ahova a Taipei 101 építésénél pumpálták a betont.
- 2007. július 21-én magassága elérte az 512 m-t (141 befejezett emelet), így a felhőkarcolók kategóriájában megelőzte az eddigi csúcstartó Taipei 101 nevű épületet (509,2 m).
- 2007. augusztus 12-én a magassága meghaladta a Sears Tower antennáját, ami 527 méteres magasságba nyúlik.
- 2007. szeptember 12-én az épület magassága elérte az 555 m‑t, és ezzel megelőzte a torontói CN Towert is. Így már a Burdzs Dubaj a világ legmagasabb szabadon álló (kötelekkel ki nem feszített) épülete.
- 2007. december 27-én magassága elérte az 598,6 m-t, 158 befejezett emelettel.[5]
- 2008. április 7-én a világ legmagasabb emberkéz által épített szerkezete lett 630 m-rel, leelőzve az észak-dakotai KVLY-TV tornyot.
- 2008. szeptember 1-jén a torony magassága elérte a 688,1 m-t, amivel az emberkéz által valaha épített legmagasabb szerkezet lett, megelőzve a varsói rádió tornyot, ami 1991 augusztusában összeomlott.
- 2008. szeptember 26-án elérte a 707 m-es magasságot.
- 2009. január 17-én elérte a 818 m-es magasságot.
- 2009. október 1-jén az Emaar bejelentette, hogy az épület belsejével elkészültek.
- 2010. január 4-én átadták az épületet. Ekkor kapta új nevét.

Ezek a csúcsok azonban nem hivatalosak az épület elkészültéig.

## Jelenlegi rekordok
- A legmagasabb szerkezet: 829,8 m (előzőleg a KVLY-TV torony 628,8 m-rel)
- A legmagasabb szabadon álló épület: 829,8 m (előzőleg a CN Tower 553,3 m-rel)
- A legmagasabb felhőkarcoló (antenna nélkül): 828 m (előzőleg a Taipei 101 509,2 m-rel)
- A legmagasabb felhőkarcoló (antennával): 829,8 m (előzőleg a Willis Tower 527 m-rel)
- A legtöbb emelet egy épületben: 163 (előzőleg a Sears Tower/World Trade Center – 110 emelet)
- Legmagasabb függőleges betonpumpálás bármilyen építményhez: 601 m (előzőleg a Riva del Garda vízerőmű – 532 m)
- A legmagasabb alumínium és üveghomlokzat behelyezése: 512 m
- A világ leggyorsabb liftje: 64 km/h (40 mph) vagy 18 m/s (59 ft/s) (előzőleg a Taipei 101 – 16.83 m/s)
- A legmagasabban lefoglalt emelet a világon: 160. emelet
- A legmagasabban fekvő kilátó (124. emelet)
- A legmagasabban fekvő mecset (158. emelet)
- A legmagasabban fekvő uszoda (76. emelet)
- A legmagasabban fekvő szórakozóhely (144. emelet)
- A legmagasabban fekvő étterem. At.mosphere a 122 emeleten, 442 m magasságban. (Korábban a világ legmagasabb étterme 350 m magasságban volt a CN Tower-ben).

## Galéria

A Kalifa-torony építésének folyamata
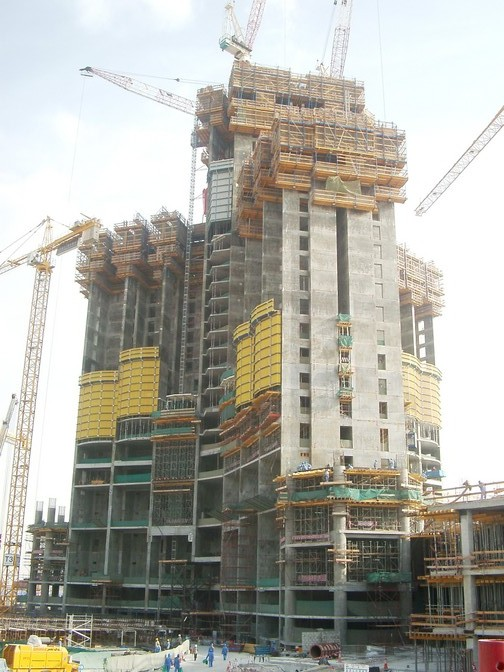
2006. február 1.
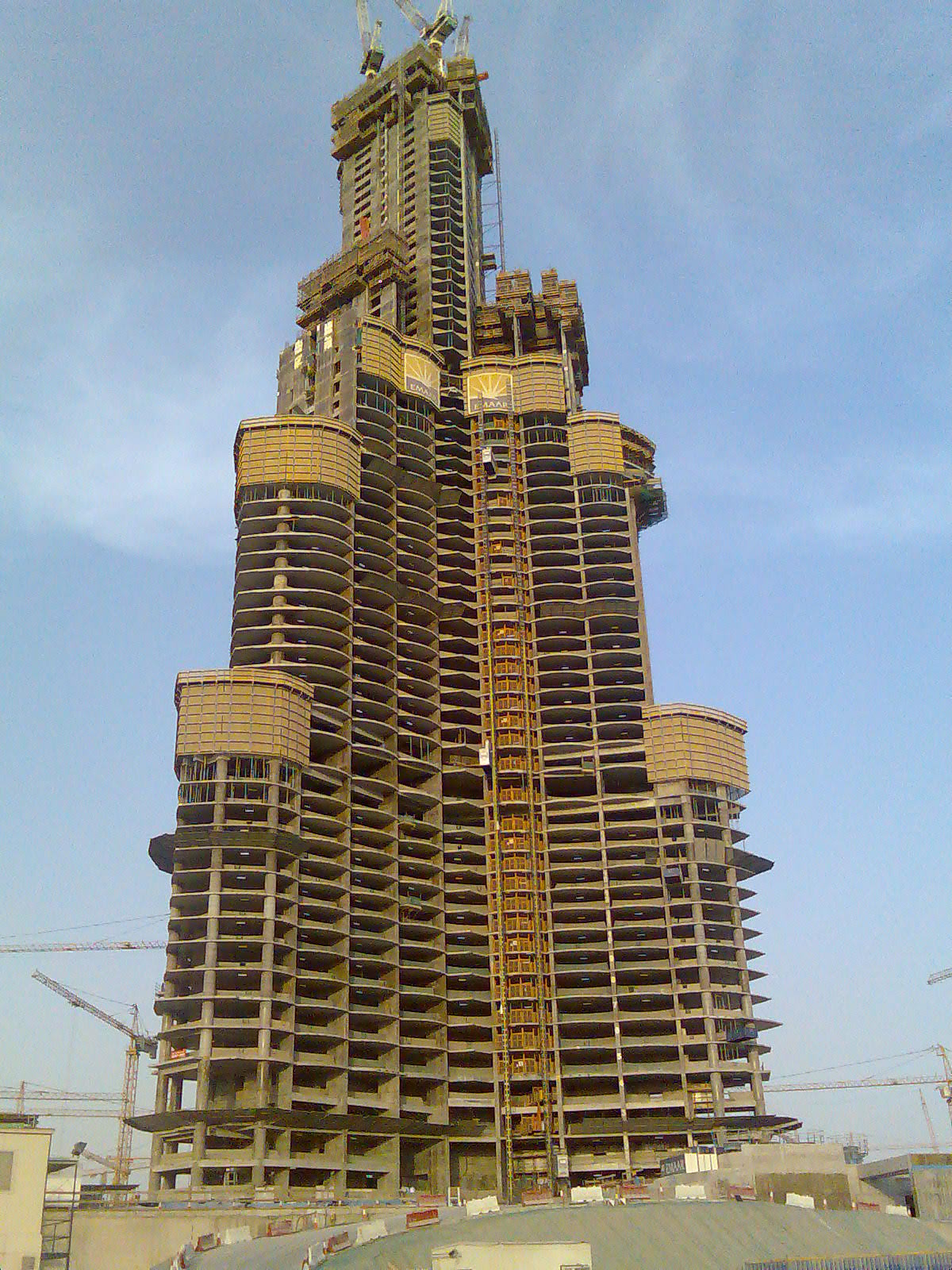
2006. augusztus 29.
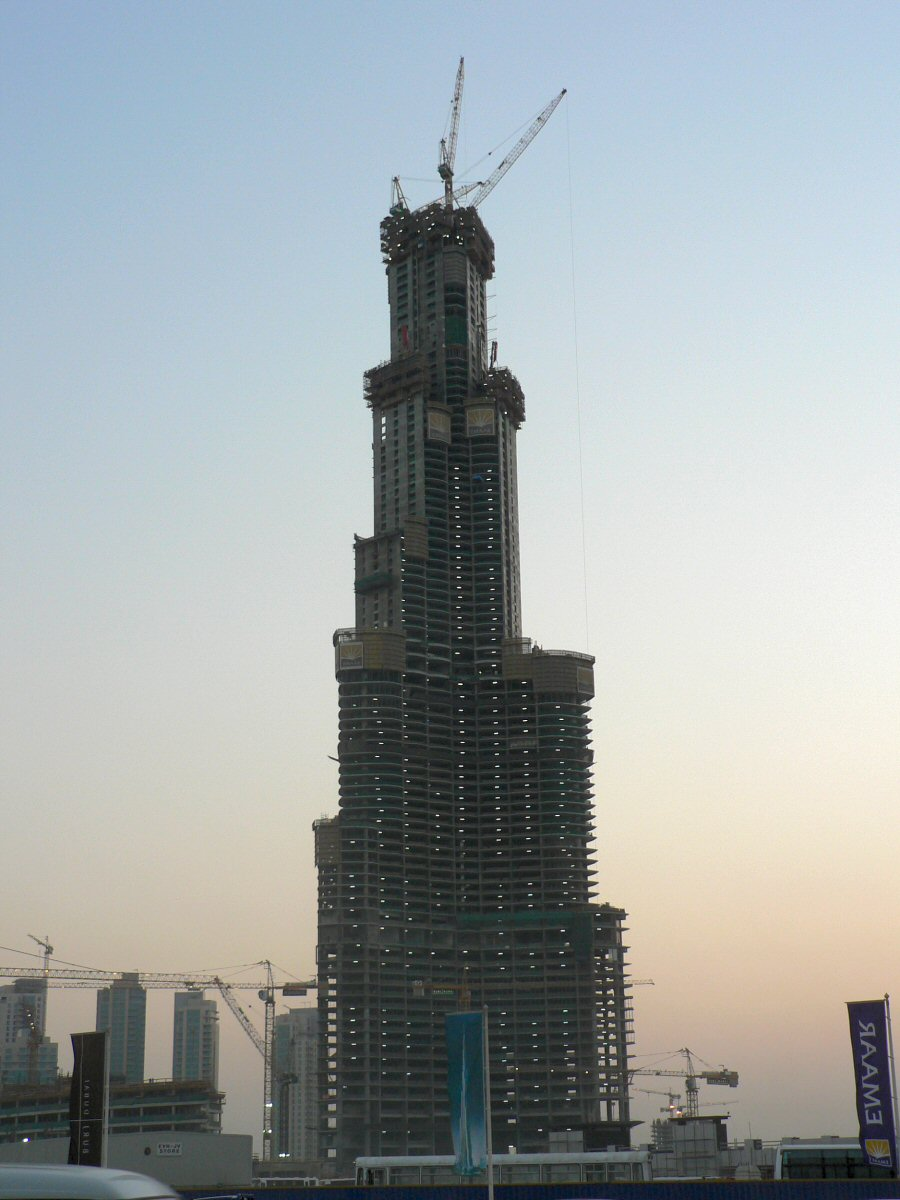
2006. november 11.
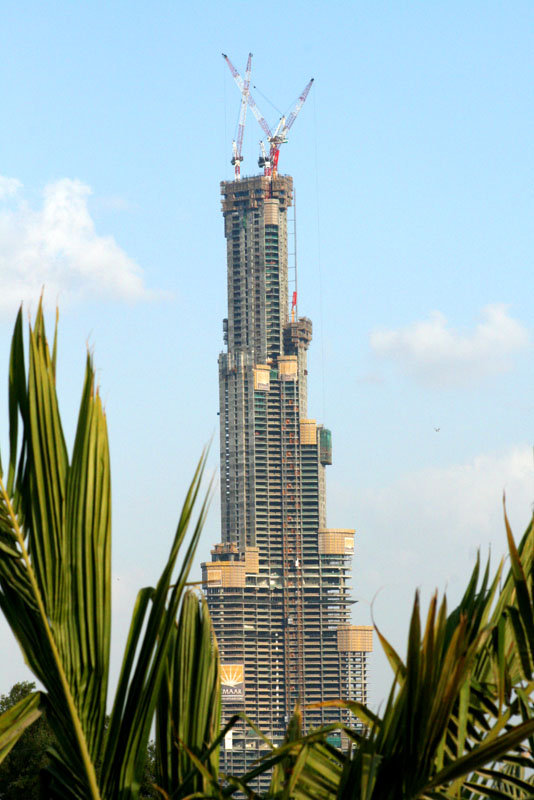
2007. január 2.
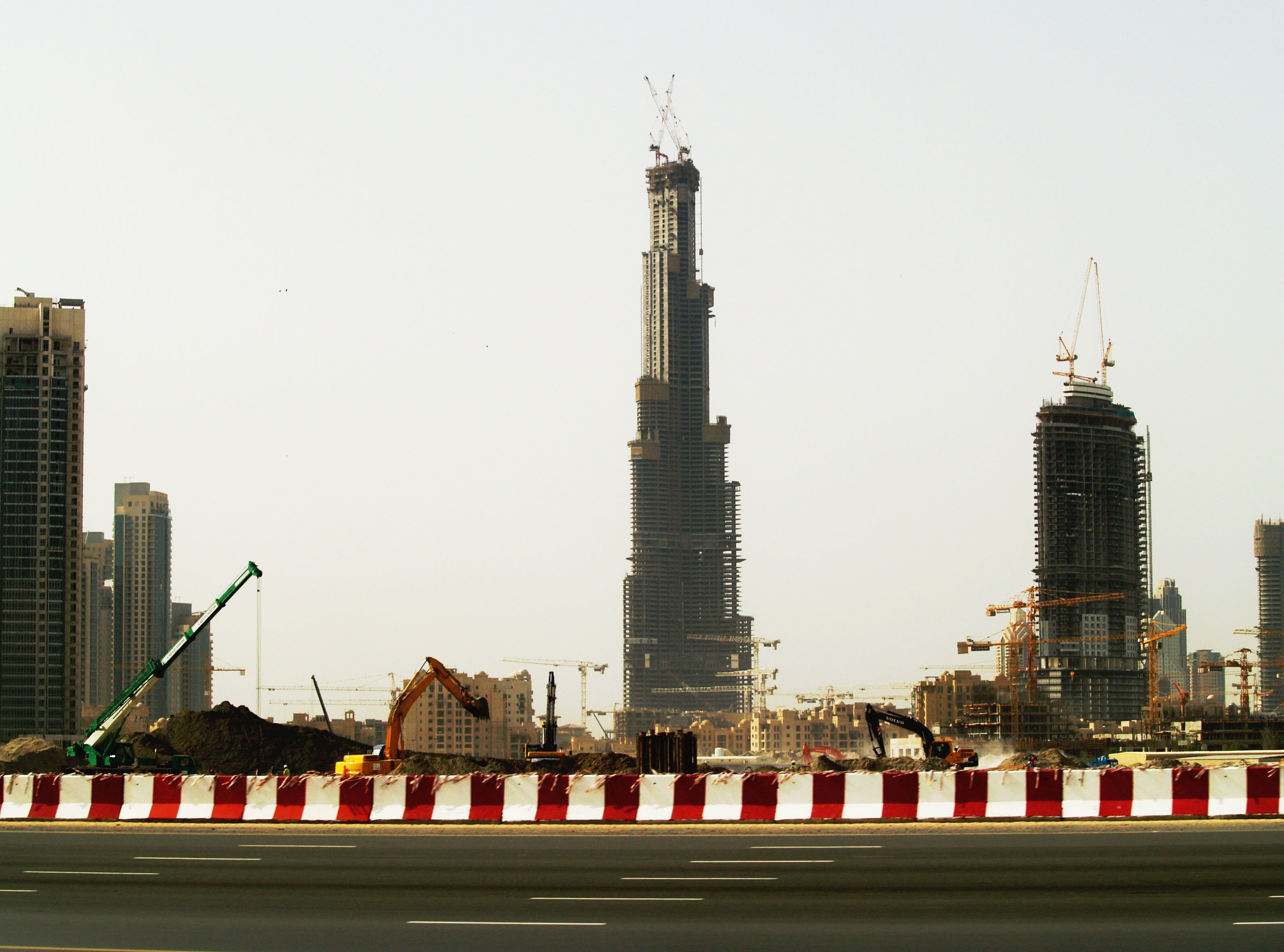
2007 március 21.
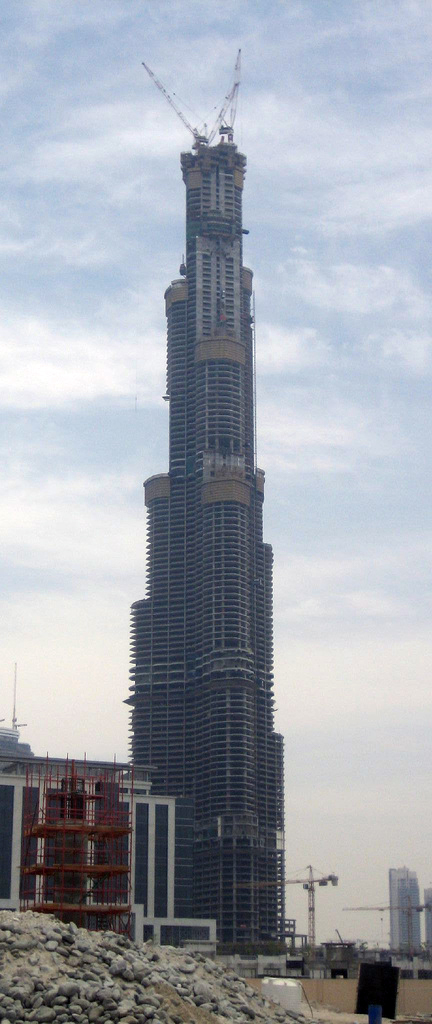
2007. május 7.
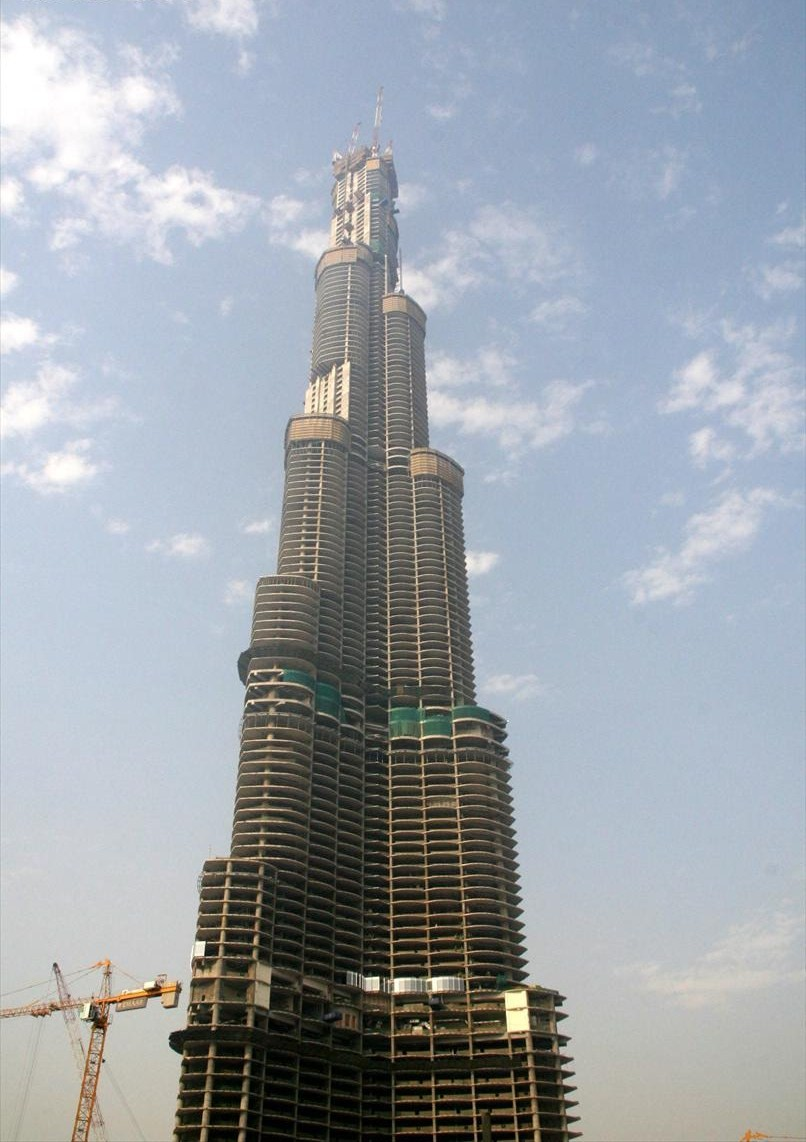
2007. június 16.
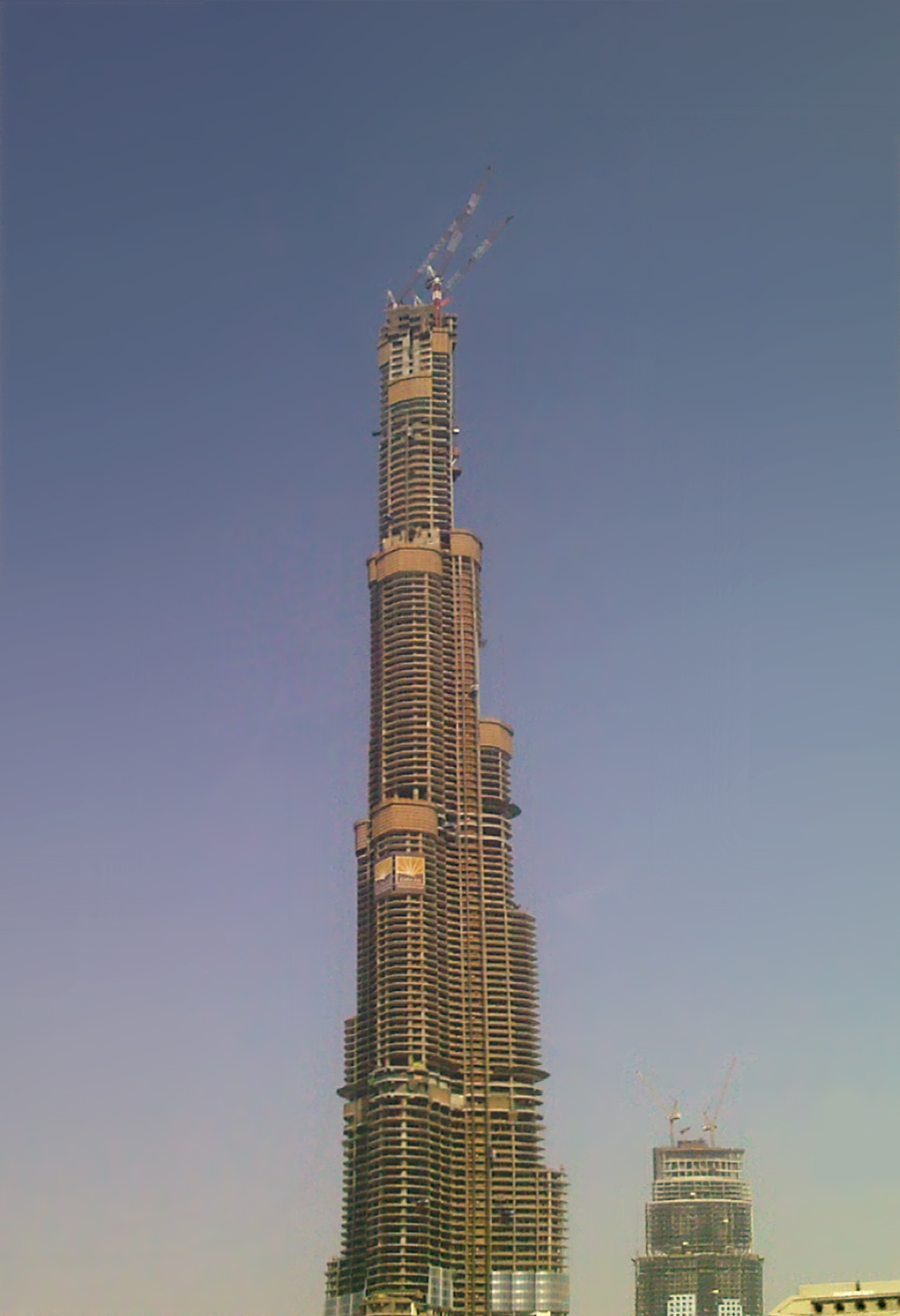
2007. július 15.
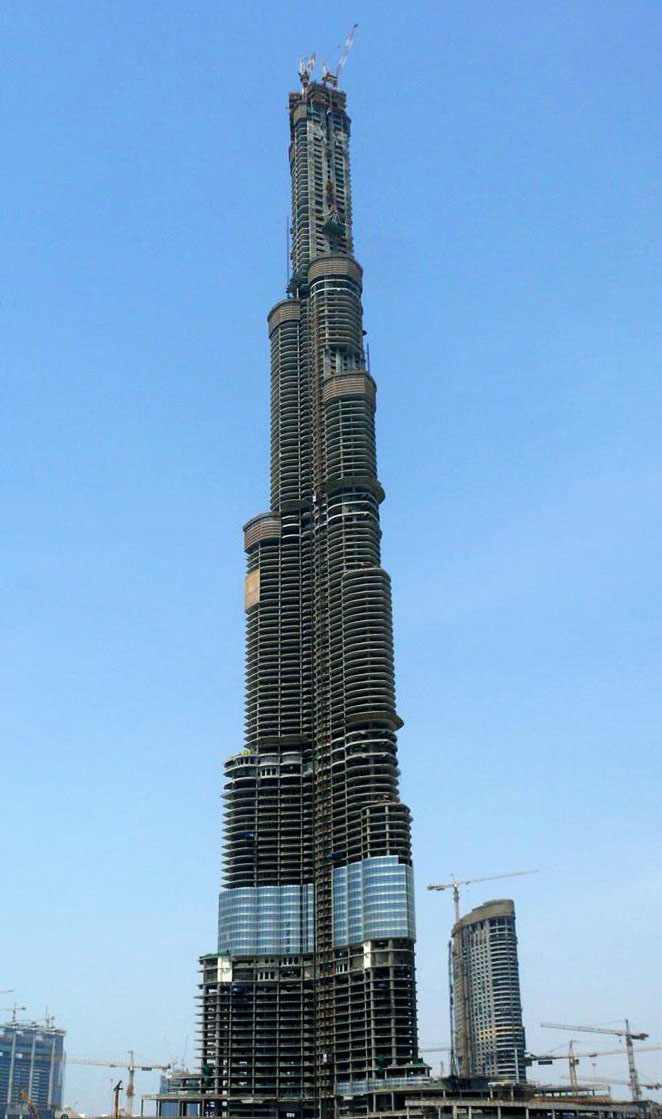
2007. augusztus 9.
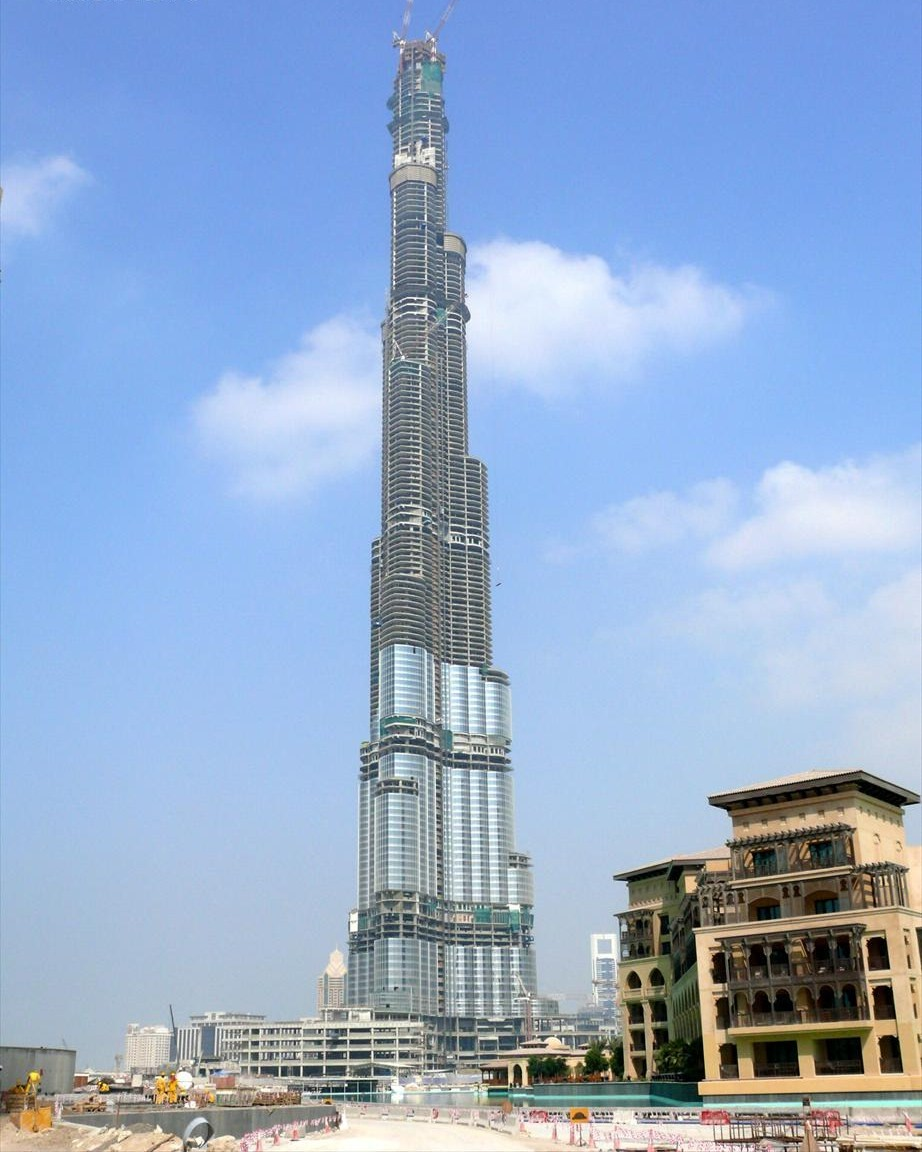
2007. november 13.
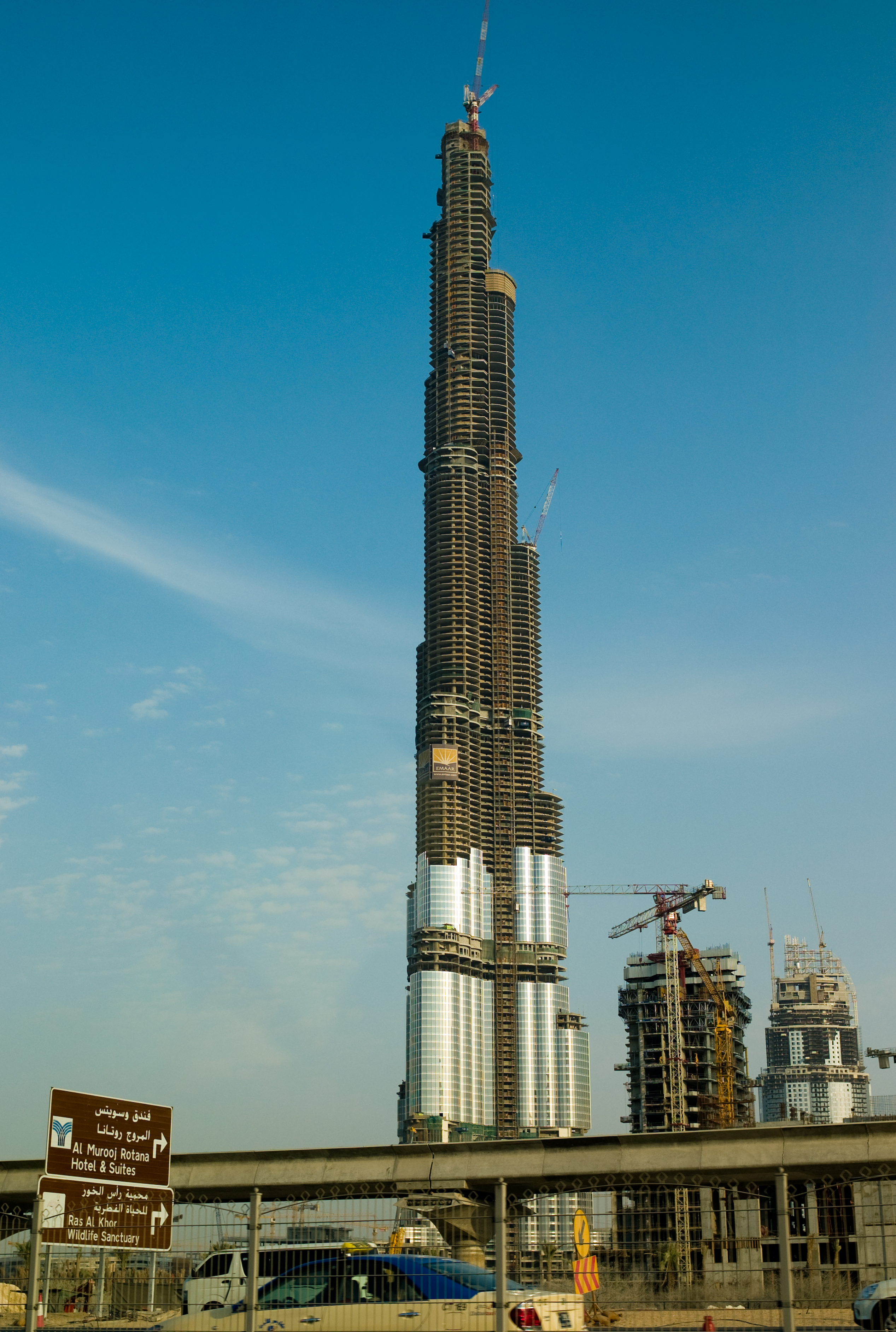
2007. december 4.
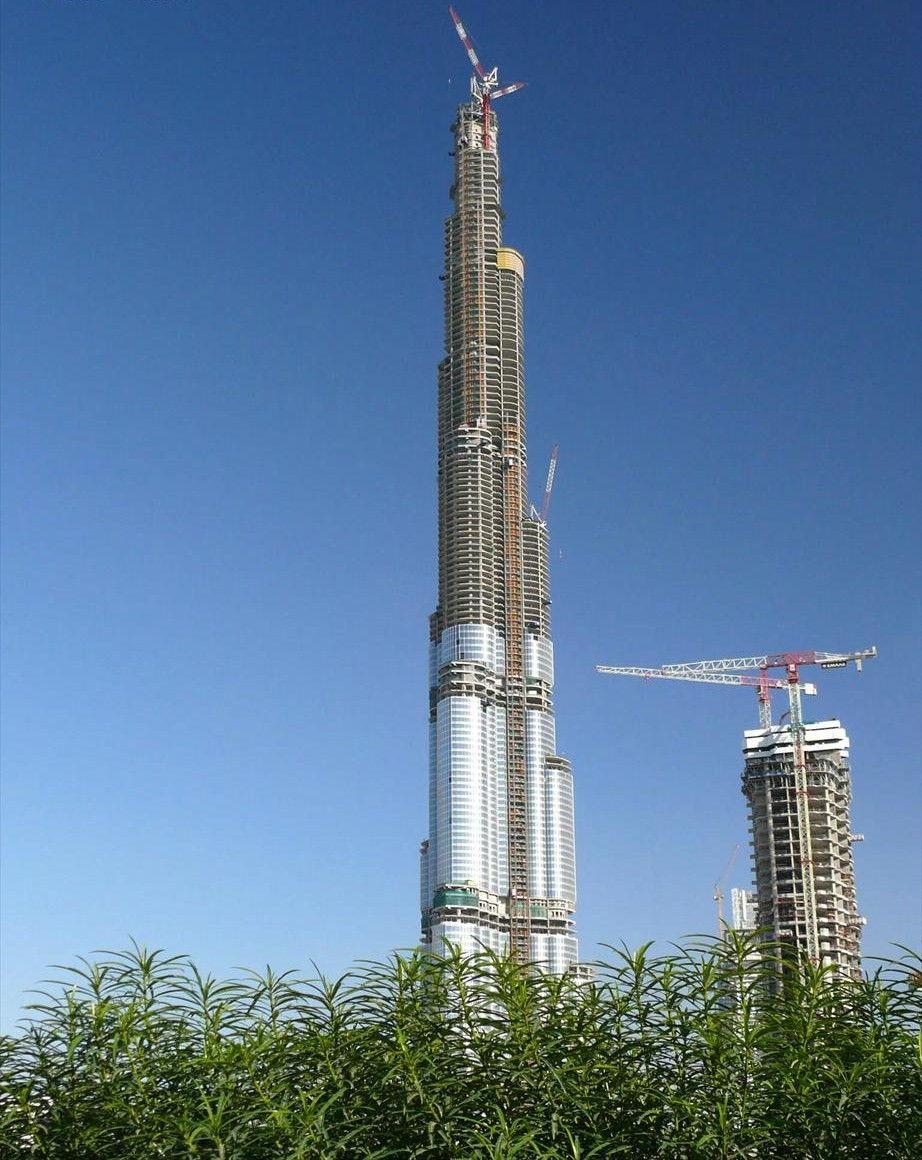
2008. január 28.
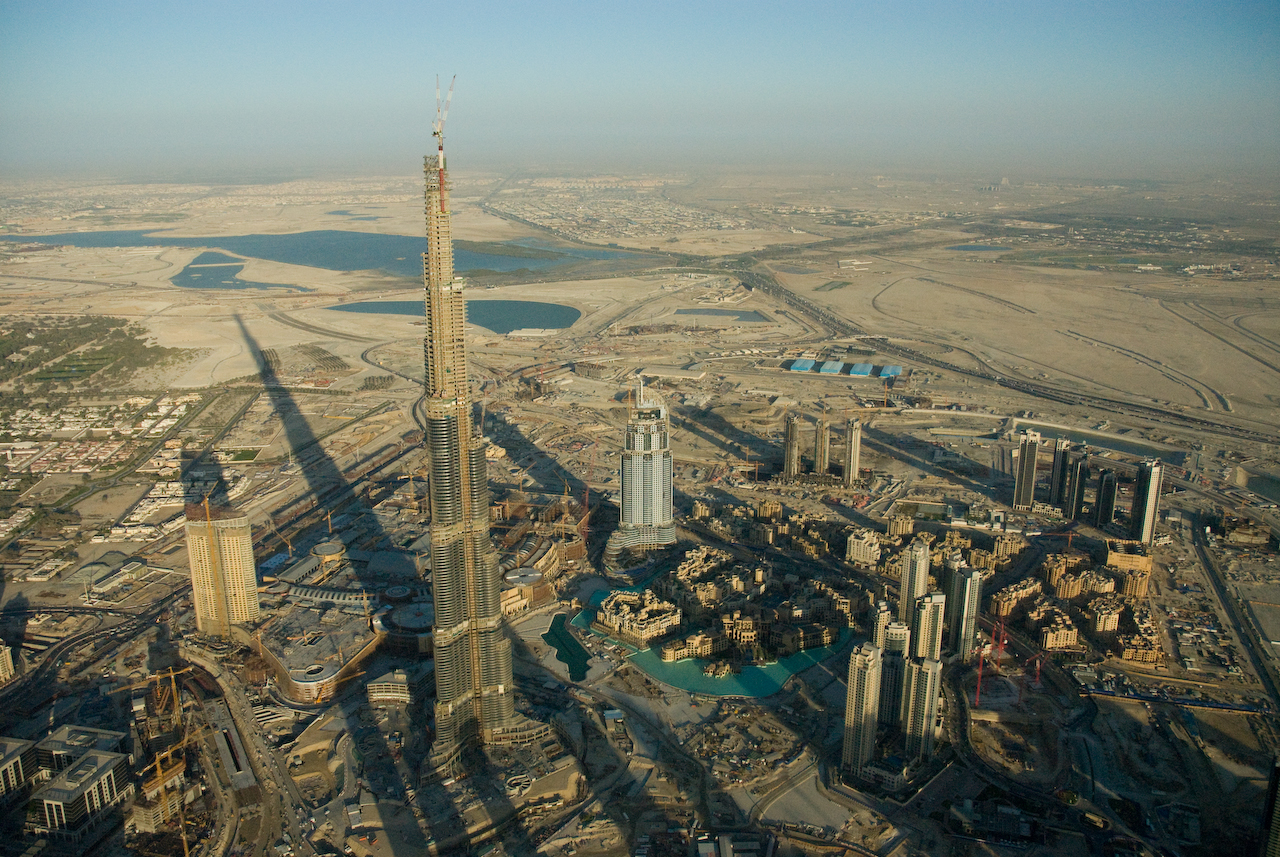
2008. március 11.
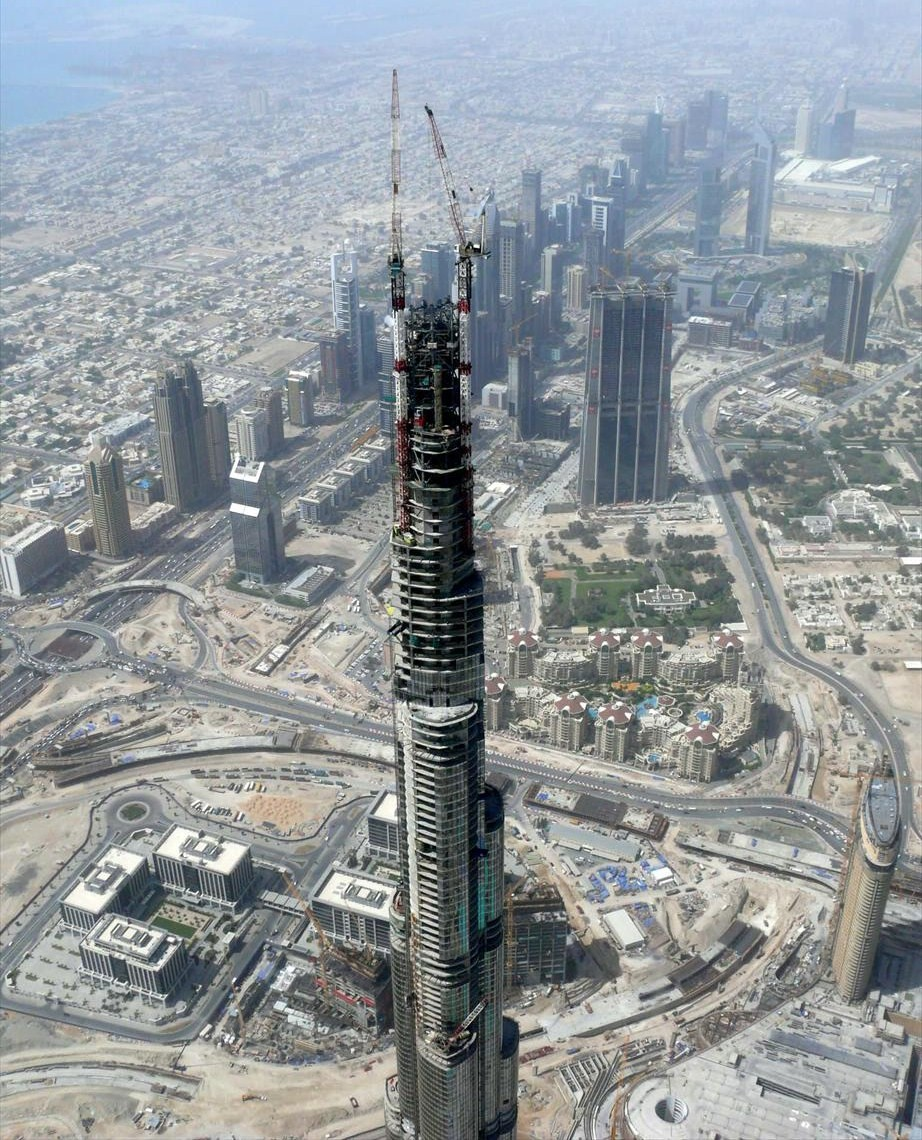
2008. május 8.
- A torony története 2008. június 15-éig

Kilátás a toronyból
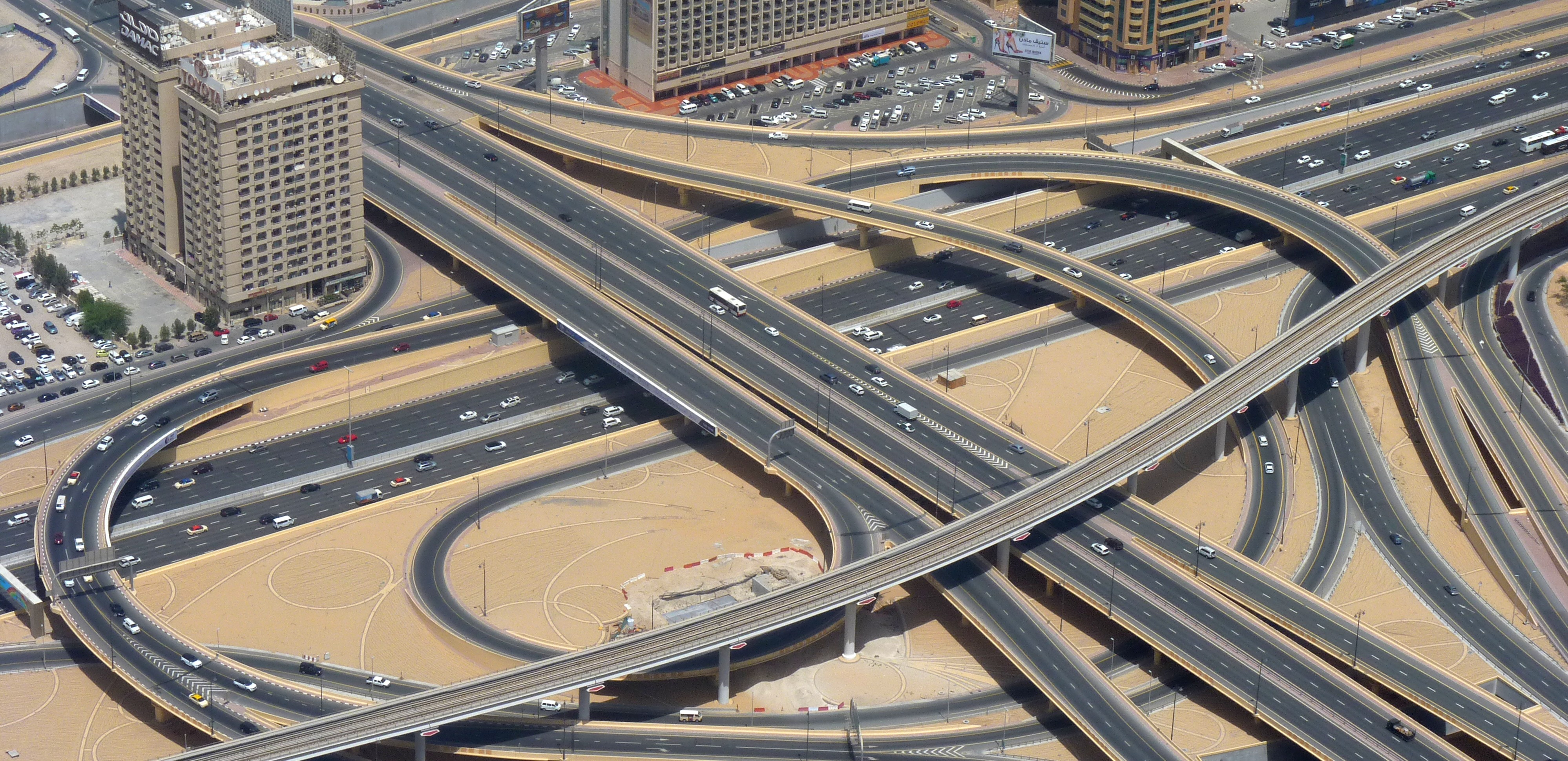
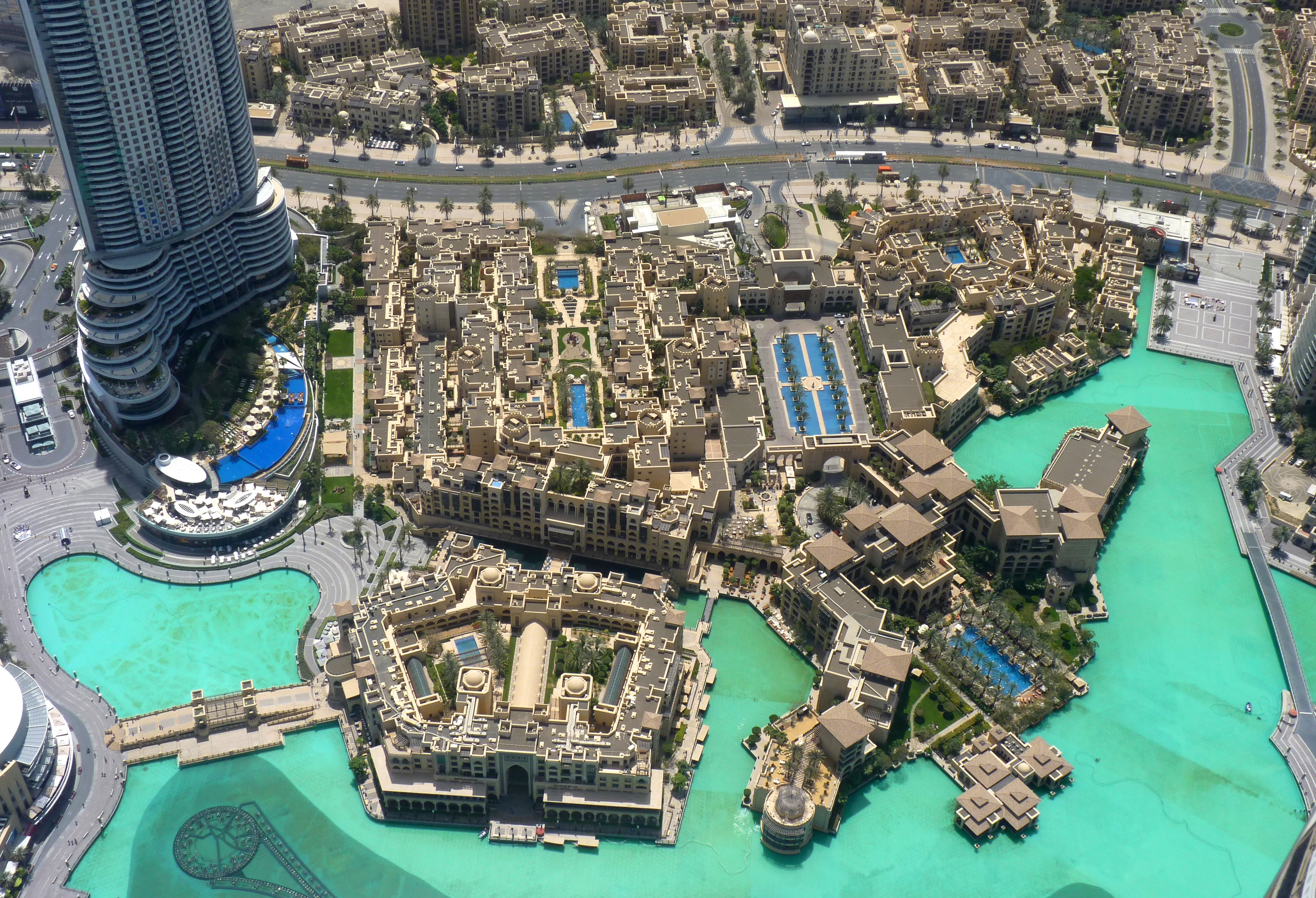